# Лавандао (Козенца)
Лавандао је насеље у Италији у округу Козенца, региону Калабрија.
Према процени из 2011. у насељу је живело 104 становника. Насеље се налази на надморској висини од 160 м.